# Carlo Emanuele I di Savoia
(Carlo Emanuele I)
Carlo Emanuele I di Savoia, detto il Grande (Rivoli, 12 gennaio 1562 – Savigliano, 26 luglio 1630), fu duca di Savoia e sovrano dello Stato sabaudo dal 1580 al 1630.

## Biografia

### Infanzia ed educazione
Nacque nel Castello di Rivoli da Margherita di Valois e da Emanuele Filiberto di Savoia, al quale successe come duca il 30 agosto del 1580. Carlo Emanuele era di gracile costituzione, con le spalle leggermente arcuate, i lineamenti delicati e l'incarnato pallido. Fin da bambino, tuttavia, il padre lo aveva abituato ad ogni sorta di esercizio fisico e di sport, rendendolo un abile cavaliere e un invincibile spadaccino.

### Primo matrimonio
Nel 1585 sposa l'Infanta Caterina Michela d'Asburgo, figlia di Filippo II ed Elisabetta di Valois; la ragazza era di piccola statura, esangue, malaticcia, con il volto butterato dal vaiolo. Per lei fa realizzare la residenza del Castello di Mirafiori, tra gli odierni parchi Sangone e Miraflores. Ambizioso e sicuro di sé, grazie all'ottimo stato del Ducato trasmessogli dal padre, cerca di espandere territorialmente il proprio potere.

### Guerra per il possesso di Saluzzo
Nell'autunno 1588, approfittando delle guerre di religione francesi in cui era coinvolto suo cugino di primo grado Enrico III, invase il saluzzese, territorio assoggettato alla Francia dal 1548. Le truppe sabaude conquistarono in due mesi il paese, impadronendosi di Carmagnola, Centallo, Saluzzo, Revello (dove la guarnigione francese capitolò, con l'onore delle armi, al termine di un duro assedio e quattromila cannonante) e anche di Casteldelfino e Pontechianale. La Francia protestò e, per mezzo del negoziatore Harlai di Sancy, formò nella primavera 1589 un'alleanza con Ginevra, Berna e altri cantoni svizzeri per muovere contro Carlo Emanuele di Savoia. Berna firmò poi la pace di Noyon, abbandonando Ginevra. Il nuovo Re di Francia (già Re di Navarra fino al 1589), Enrico IV, gli intimò la restituzione del territorio alla corona francese, ma Carlo Emanuele I rifiutò: era guerra contro i francesi.
Gran parte dei combattimenti si svolse in Alta Val Susa ed in Val Chisone: i francesi erano comandati dal Lesdiguières, detto "la volpe del Delfinato". La guerra si sviluppò con alterne vicende e tregue temporanee finché si concluse con la pace di Vervins (2 maggio 1598), che rimandò ad un successivo accordo la vertenza sul Marchesato. Carlo Emanuele riprese i contatti con la Spagna, Enrico IV allora si infuriò e minacciò la ripresa delle ostilità. Intervenne anche papa Clemente VIII quale arbitro, ma nel luglio del 1600 scoppiò ugualmente la guerra franco-savoiarda, che si chiuse, grazie anche alla mediazione pontificia ad opera del cardinale Pietro Aldobrandini, con il trattato di Lione (17 gennaio 1601). La conquista territoriale venne riconosciuta da Enrico IV a Carlo Emanuele I in cambio della Bresse e altre cessioni territoriali oltre le Alpi. Il baratto ribadiva la vocazione italiana dei Savoia e legava i destini della casata a quelli della penisola. Carlo Emanuele annotò nei suoi Ricordi: «È molto meglio avere uno Stato solo, tutto unito, come è questo di qua dei monti, che due, e tutti e due malsicuri».
Fatta la pace con la Francia, Carlo Emanuele progettò allora di attaccare direttamente la città di Ginevra, capitale spirituale del calvinismo e con cui proseguiva ancora il conflitto. Ma la sua azzardata spedizione dell'11 dicembre 1602 : « L'Escalade », impresa condotta con mercenari comandati dall'Albigny, è uno scacco, ancor oggi commemorato dalla città divenuta svizzera. Il 21 luglio 1603, con la firma del trattato di San Giuliano, si giunse alla pace e alla restituzione dei territori occupati durante la guerra (Carlo Emanuele riebbe così Saint Genis). Nonostante l'accordo raggiunto con la capitale del calvinismo, ripresero le persecuzioni di protestanti nel ducato.

### Rapporti tra Francia e Spagna
Allarmato da un possibile riavvicinamento tra Francia e Spagna, Carlo Emanuele si riavvicina ai francesi. Anche la Spagna tenta di riportare nella sua orbita il Ducato. Dopo lunghe trattative fra Carlo Emanuele e gli emissari di Enrico IV, si giunge al Trattato di Bruzolo (25 aprile 1610). Il trattato stipulato presso il Castello di Bruzolo in Val di Susa, a metà strada tra Torino e l'antico confine tra Delfinato e Piemonte, prevede un'alleanza stretta fra il Ducato e la Francia in chiave antispagnola: la vittoria in un'eventuale guerra contro la Spagna avrebbe portato ai Savoia il Ducato di Milano; era previsto nel caso anche il matrimonio dell'erede di Carlo Emanuele, Vittorio Amedeo, con Elisabetta, figlia di Enrico IV. Ma l'assassinio di quest'ultimo (14 maggio 1610) rimette tutto in discussione. Maria de' Medici, vedova di Enrico IV e reggente in nome del Delfino (il futuro Luigi XIII) non ancora adulto, rifiuta di riconoscere il trattato di Bruzolo e Carlo Emanuele si trova isolato e alla mercé della Spagna. A questo punto il re di Spagna pretende da Carlo Emanuele scuse ufficiali. Il figlio del duca di Savoia, Emanuele Filiberto, deve recarsi a Madrid dove, il 10 novembre 1610 s'inginocchia di fronte al re Filippo III e legge la richiesta di perdono.

### Guerra di successione per il Ducato di Mantova
La morte improvvisa del genero di Carlo Emanuele, Francesco IV Gonzaga, alla fine del 1612 scompiglia nuovamente la situazione: Francesco aveva avuto da Margherita di Savoia una figlia, Maria, ed un figlio maschio, Ludovico, morto però poco prima del padre. Subentra a Francesco il fratello Ferdinando Gonzaga, che rinuncia alla porpora cardinalizia per il ducato. Carlo Emanuele non accetta, sostenendo di voler difendere i diritti della nipote Maria e l'applicazione degli accordi matrimoniali della figlia, stipulati al tempo del matrimonio, con Vincenzo Gonzaga, padre di Francesco e di Ferdinando Gonzaga, ed entra in armi occupando nell'aprile 1613 Trino, Moncalvo ed Alba. Insorgono le altre potenze, vi sono vari rovesciamenti di fronte (Luigi XIII manda nel 1617 persino un esercito, al comando del Lesdiguières, in soccorso del ducato per la riconquista, riuscita, di Alba, occupata dagli spagnoli).
 Nonostante la Pace di Pavia del 1617, che prevedeva che il Monferrato rimanesse nelle mani dei duchi di Mantova, mentre a Carlo Emanuele I sarebbero state restituite le località perse durante la guerra, i combattimenti si trascinarono fino al 1618 con un nulla di fatto.

### Guerra di successione del Monferrato
La questione della successione nel Ducato di Mantova rimette in discussione i rapporti fra Spagna e Francia e la guerra riprende. Luigi XIII è giunto al potere e riprende la politica del padre. La sorella, Maria Cristina di Francia, va sposa al futuro Duca di Savoia Vittorio Amedeo (1619). Alla morte di Vincenzo II Gonzaga, ultimo Duca di Mantova in linea diretta (dicembre 1627), la Francia sostiene il diritto di Carlo I di Nevers e Rethel, discendente di un ramo dei Gonzaga stabilitosi già da tempo in Francia a Nevers, alla sovranità sul Ducato di Mantova, occupa Mantova e rafforza le difese di Casale, che viene assediata dagli spagnoli. Carlo Emanuele si allea alla Spagna. Il cardinale Richelieu tenta senza successo di riportare verso la Francia il Duca di Savoia.
 Nella primavera del 1629 un esercito francese scende in Piemonte, attacca e conquista Susa. Con il trattato di Susa (11 marzo 1629) Carlo Emanuele lascia l'alleanza con la Spagna e diviene nuovamente alleato dei francesi che manterranno un presidio militare in Susa e si impegnano a difendere il Ducato di Savoia da ritorsioni spagnole. Il ducato di Savoia otterrà Alba e Moncalvo a spese degli stessi spagnoli.
La Spagna è costretta a levare l'assedio a Casale. Filippo IV di Spagna non accetta la situazione: un esercito spagnolo al comando di Ambrogio Spinola sbarca a Genova, mentre un altro scende su Como al comando del conte di Collalto. Carlo Emanuele si dichiara neutrale scontentando così i francesi. All'inizio del 1630 un esercito francese valica nuovamente le Alpi per costringere Carlo Emanuele a rispettare il trattato di Susa. I francesi occupano Pinerolo ed attaccano Avigliana. Poco dopo un altro esercito francese valica le Alpi e si congiunge al precedente. In Bassa Valsusa l'esercito ducale, nel quale combatte anche Vittorio Amedeo, viene sconfitto.

### Secondo matrimonio
Il vedovo Carlo Emanuele I di Savoia si risposò segretamente a Riva presso Chieri il 28 novembre 1629 con la sua amante ufficiale Maria Margherita di Rousillon, marchesa di Riva presso Chieri (24 dicembre 1599 (batt.) – 10 novembre 1640), figlia di Gabriele di Rousillon "Signore di Châtelard" e di Laura di Saluzzo dei "Signori di Monterosso", dalla quale ebbe avuto quattro figli, legittimati dopo il matrimonio ma senza diritto di successione. Fra questi Don Antonio di Savoia, commendatario di quattro abbazie, inclusa la Sacra di San Michele.

### Morte
Il 26 luglio 1630 Carlo Emanuele, colto da violenta febbre, muore in Savigliano, a Palazzo Cravetta. Gli succede il figlio Vittorio Amedeo, che diviene Duca di Savoia con il nome di Vittorio Amedeo I.

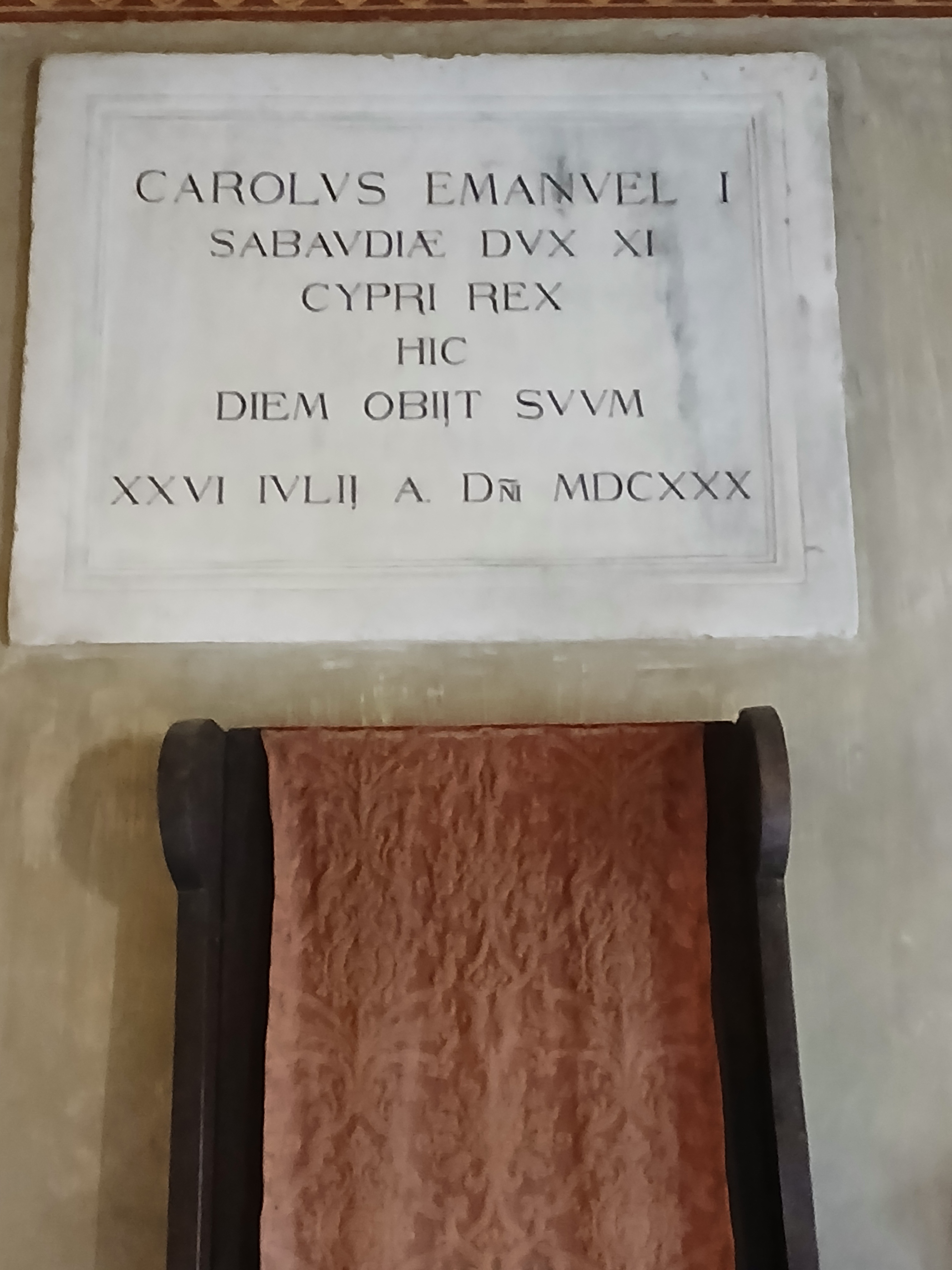
Lapide posta a palazzo Cravetta in ricordo della morte del duca

Venne inizialmente sepolto presso la Chiesa di San Domenico di Savigliano, poi la salma venne trasferita presso il Santuario di Vicoforte, comune vicino a Mondovì, che fu da lui voluto e finanziato.
La tomba attuale fu realizzata in marmo dai fratelli scultori Filippo e Ignazio Collino nel 1792 e si trova nella cappella di San Bernardo del santuario.
Carlo Emanuele era legato da profonda amicizia a Celso Adorno, padre barnabita, che era stato suo confessore e padre spirituale.

## L'opinione pubblica di allora sul duca
La tendenza di Carlo Emanuele a mettersi contro le grandi potenze europee, manifestatasi più volte, desta ammirazione agli occhi degl'italiani; dice infatti a proposito dell'entrata in guerra di Carlo Emanuele per la successione del Ducato di Mantova il Tassoni:
«La virtù militare in questa età è un dono raro in maniera ch'eccita meraviglia»
gli fa eco successivamente l'oratore veneto Donato:
«In Italia non hanno trovato chi abbia mostrato loro [le potenze europee, n.d.r.] i denti se non il duca»

## La profezia di Nostradamus
Si dice che il veggente venne invitato a Torino dalla corte sabauda nel 1561. L'occasione dell'illustre visita fu colta anche per favorire la fertilità della duchessa Margherita di Valois: egli infatti portò con sé un unguento profumato che recava l'indicazione indubitablement [la femme] «vien etre enceinte par peu de vertu que l'homme aie». Nostradamus venne ospitato in una villa patrizia fuori città e, durante il suo lungo soggiorno, predisse l'agognata nascita: «porterà il nome di Carlo Emanuele», disse, «e diverrà il più grande condottiero del suo tempo».
È nota una profezia di Nostradamus in merito alla nascita e alla morte del loro futuro figlio. Nel 1562 infatti la suddetta coppia mise alla luce il duca Carlo Emanuele I di Savoia a cui Nostradamus tracciò una sorta di oroscopo che confermava le profezie già annunciate. Il veggente predisse anche la morte, annunciando che sarebbe deceduto «sulla strada di Gerusalemme, quando un nove si troverà davanti a un sette». Sembrò subito un buon auspicio in quanto ipotizzava, da una prima interpretazione, di morire ad un'età molto avanzata (97 anni). La profezia effettivamente si avverò, ma forse richiede una diversa interpretazione.
Carlo Emanuele I morì nel 1630 a Savigliano, presso Palazzo Cravetta, all'età 68 anni compiuti (quindi al 69º anno di età), prima di entrare nei 70; ecco forse il nove davanti al sette. Inoltre, il riferimento a Gerusalemme fu anch'esso riscontrabile: Palazzo Cravetta era, ed è ancora oggi, ubicato in Via Jerusalem, a Savigliano.

## Discendenza
Dalla moglie Caterina Michela d'Asburgo (1567- 10 novembre 1597) ebbe dieci figli:
1. Filippo Emanuele (8 aprile 1586 - 9 febbraio 1605);
2. Vittorio Amedeo (8 maggio 1587 - 7 ottobre 1637), duca di Savoia;
3. Emanuele Filiberto (16 aprile 1588 - 4 agosto 1624), viceré di Sicilia;
4. Margherita (28 aprile 1589 - 26 giugno 1655), sposò Francesco IV Gonzaga;
5. Isabella (11 marzo 1591 - 22 agosto 1626), sposò Alfonso III d'Este;
6. Maurizio (10 gennaio 1593 - 4 ottobre 1657), cardinale;
7. Maria Apollonia (8 febbraio 1594 - 13 luglio 1656);
8. Francesca Caterina (6 ottobre 1595 - 20 ottobre 1640);
9. Tommaso Francesco (21 dicembre 1596 - 22 gennaio 1656), e capostipite del ramo cadetto dei principi di Carignano;
10. Giovanna (7 o 8 novembre 1597).  (La notizia arrivata a Roma il 10 novembre 1597 diceva che era nato un maschio e la madre morta di parto, in seguito dopo il 15 novembre arrivò la notizia che era stata invece abortita una femmina e che la madre era morta soffocata dal catarro)

ed altri undici illegittimi:
Da Luisa de Dyun, figlia di Jean Marie de Duyn, detto Maréchal, barone della Val'd'Isère, e di Gasparde de Cuyne, ebbe un figlio:
- Emanuele di Savoia (1600 - 9 ottobre 1652), marchese di Andorno e di Valle 1621, luogotenente di Asti e di Biella, cavaliere dell'Ordine dei Santi Maurizio e Lazzaro.

Da Argentina Provana di Collegno, figlia di Giovanni Francesco Provana, conte di Bussoleno e di Collegno, e di Anna Maria Grimaldi, ebbe un figlio:
- Felice di Savoia (1604 - 18 dicembre 1643), marchese di Baldissero d'Alba, signore di Farigliano, Sessanta, Serravalle e Sommariva del Bosco (1629), cavaliere di Malta ascritto alla lingua francese di Alvernia, che combatté nel Mediterraneo, fu governatore della Contea di Nizza e del Ducato di Savoia, prese parte alla guerra civile che oppose Cristina di Borbone-Francia, vedova del fratellastro Vittorio Amedeo I, ai cognati Tommaso Francesco e Maurizio di Savoia, schierandosi dalla parte della duchessa. Fu sempre legato alla Francia, chiese per sé il priorato di Alvernia dell'Ordine di Malta senza però ottenerlo.

Da Maria Margherita di Rousillon (1599 - 10 novembre 1640), marchesa di Riva di Chieri, figlia di Gabriele di Rousillon, signore di Châtelard, e di Laura di Saluzzo dei signori di Monterosso, ebbe quattro figli:
- Maurizio di Savoia (- ottobre 1645), marchese di Riva di Chieri 1640;
- Gabriele di Savoia (1620 - 2 giugno 1695), generale della cavelleria dell'Esercito di Savoia, marchese di Riva di Chieri 1645;
- Antonio di Savoia[11] (- 24 febbraio 1688), commendatario di quattro abbazie: San Michele della Chiusa (1642), Santa Maria d'Aulps di Saint-Jean-d'Aulps (1645), Altacomba (1653), Fruttuaria di San Benigno (1660), Casanuova (1687), luogotenente generale della Contea di Nizza (1672);
- Margherita di Savoia (- 5 settembre 1659), signora di Dronero, Roccabruna e San Giuliano, sposò nel 1645 Filippo II Francesco d'Este (1621-1653), marchese di San Martino in Rio, figlio di Sigismondo d’Este, Marchese di Lanzo e della moglie Françoise d’Hôtel. Antenati di Maria Teresa Cybo-Malaspina. Attraverso Margherita di Savoia Carlo Emanuele è anche un antenato del famoso Camillo Benso, conte di Cavour.

Da Virginia Pallavicino ebbe tre figli:
- Carlo Umberto di Savoia (1601 - Biella 15 gennaio 1663), marchese di Mulazzano con Gonzole, sposò nel 1645 Claudia Ferrero-Fieschi (1621-1677), vedova di Carlo Luigi Arborio di Gattinara, marchese di Viverone, figlia di Francesco Filiberto Ferrero-Fieschi, marchese 1548 e principe 1598 di Masserano e di Crevacuore, e della moglie Françoise de Grillet;
- Silvio di Savoia (- 1645), commendatore di Santa Maria d’Entremont (1631), San Lorenzo fuori le mura d’Ivrea (1642), luogotenente di Ivrea (1641);
- Vitichindo di Savoia (- 4 aprile 1668), prete;

Da Anna Felicita Cusani ebbe un figlio:
- Lodovico Cusani ( - Lione, 23 aprile 1684), cavaliere dell'Ordine dei Santi Maurizio e Lazzaro, ebbe tre figli illegittimi

Da ... ebbe una figlia:
- Anna Caterina Meraviglia (- 1660)

## Ascendenza
|                                |                           |                              | Genitori                 |  |  | Nonni |  |  | Bisnonni             |  |  | Trisnonni          |  |
|                                |                           |                              |                          |  |  |       |  |  | Filippo II di Savoia |  |  | Ludovico di Savoia |  |
|                                |                           |                              |                          |  |  |       |  |  | Filippo II di Savoia |  |  | Ludovico di Savoia |  |
|                                |                           | Anna di Lusignano            |                          |  |  |       |  |  | Filippo II di Savoia |  |  |                    |  |
| Carlo II di Savoia             |                           |                              |                          |  |  |       |  |  | Filippo II di Savoia |  |  |                    |  |
|                                |                           | Claudina di Brosse           | Giovanni II di Brosse    |  |  |       |  |  |                      |  |  |                    |  |
|                                |                           | Claudina di Brosse           | Giovanni II di Brosse    |  |  |       |  |  |                      |  |  |                    |  |
|                                |                           | Claudina di Brosse           | Nicoletta di Châtillon   |  |  |       |  |  |                      |  |  |                    |  |
| Emanuele Filiberto I di Savoia |                           | Claudina di Brosse           |                          |  |  |       |  |  |                      |  |  |                    |  |
|                                |                           | Manuele I del Portogallo     | Ferdinando d'Aviz        |  |  |       |  |  |                      |  |  |                    |  |
|                                |                           | Manuele I del Portogallo     | Ferdinando d'Aviz        |  |  |       |  |  |                      |  |  |                    |  |
|                                |                           | Manuele I del Portogallo     | Beatrice d'Aviz          |  |  |       |  |  |                      |  |  |                    |  |
| Beatrice di Portogallo         |                           | Manuele I del Portogallo     |                          |  |  |       |  |  |                      |  |  |                    |  |
|                                |                           | Maria d'Aragona              | Ferdinando II d'Aragona  |  |  |       |  |  |                      |  |  |                    |  |
|                                |                           | Maria d'Aragona              | Ferdinando II d'Aragona  |  |  |       |  |  |                      |  |  |                    |  |
|                                |                           | Maria d'Aragona              | Isabella di Castiglia    |  |  |       |  |  |                      |  |  |                    |  |
| Carlo Emanuele I di Savoia     |                           | Maria d'Aragona              |                          |  |  |       |  |  |                      |  |  |                    |  |
|                                | Carlo di Valois-Angoulême | Giovanni di Valois-Angoulême |                          |  |  |       |  |  |                      |  |  |                    |  |
|                                | Carlo di Valois-Angoulême | Giovanni di Valois-Angoulême |                          |  |  |       |  |  |                      |  |  |                    |  |
|                                | Carlo di Valois-Angoulême | Margherita di Rohan          |                          |  |  |       |  |  |                      |  |  |                    |  |
| Francesco I di Francia         | Carlo di Valois-Angoulême |                              |                          |  |  |       |  |  |                      |  |  |                    |  |
|                                |                           | Luisa di Savoia              | Filippo II di Savoia     |  |  |       |  |  |                      |  |  |                    |  |
|                                |                           | Luisa di Savoia              | Filippo II di Savoia     |  |  |       |  |  |                      |  |  |                    |  |
|                                |                           | Luisa di Savoia              | Margherita di Borbone    |  |  |       |  |  |                      |  |  |                    |  |
| Margherita di Francia          |                           | Luisa di Savoia              |                          |  |  |       |  |  |                      |  |  |                    |  |
|                                |                           | Luigi XII di Francia         | Carlo d'Orleans          |  |  |       |  |  |                      |  |  |                    |  |
|                                |                           | Luigi XII di Francia         | Carlo d'Orleans          |  |  |       |  |  |                      |  |  |                    |  |
|                                |                           | Luigi XII di Francia         | Maria di Clèves          |  |  |       |  |  |                      |  |  |                    |  |
| Claudia di Francia             |                           | Luigi XII di Francia         |                          |  |  |       |  |  |                      |  |  |                    |  |
|                                |                           | Anna di Bretagna             | Francesco II di Bretagna |  |  |       |  |  |                      |  |  |                    |  |
|                                |                           | Anna di Bretagna             | Francesco II di Bretagna |  |  |       |  |  |                      |  |  |                    |  |
|                                |                           | Anna di Bretagna             | Margherita di Foix       |  |  |       |  |  |                      |  |  |                    |  |
|                                |                           | Anna di Bretagna             |                          |  |  |       |  |  |                      |  |  |                    |  |